# Zimny lut

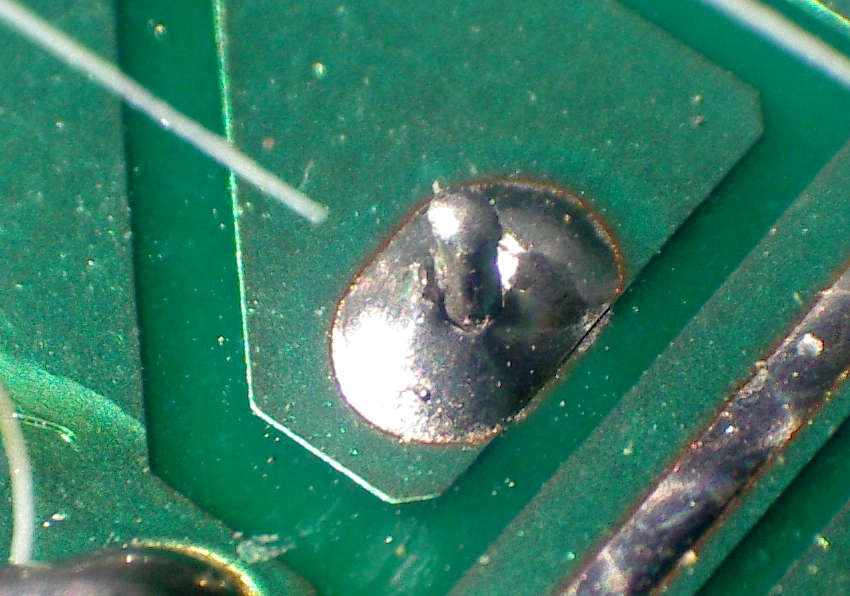
Przykład zimnego lutu

Zimny lut lub zimny styk – nieprawidłowe złącze wykonane metodą lutowania. Powstaje, gdy lutowanie odbywa się przez bezpośrednie stopienie lutu lutownicą, a nie pośrednio poprzez łączone metale. Z tego powodu nie jest spełniony podstawowy warunek lutowania, tzn. zarówno materiał łączony jak i materiał dodatkowy, którym jest lut, muszą osiągnąć temperaturę przewyższającą temperaturę topnienia lutu. Nieprawidłowe połączenie ma wtedy charakter wyłącznie adhezyjny, bez udziału dyfuzji w głąb elementów lutowanych. W takich warunkach powstaje wadliwe złącze o bardzo słabych właściwościach użytkowych. W obwodach elektrycznych zimny lut charakteryzuje się wysoką rezystancją lub zupełną przerwą w obwodzie, co ułatwia jego zlokalizowanie, a na jego powierzchni może wystąpić iskrzenie, co prowadzi do uszkodzenia elementów elektronicznych. Poza pogorszeniem właściwości elektrycznych, zimny lut może charakteryzować się np. małą wytrzymałością mechaniczną, brakiem szczelności, słabą odpornością na korozję.
W klasycznym lutowaniu lutem zawierającym ołów utworzone złącze jest najczęściej chropowate i łatwo się odrywa, a jego powierzchnia jest matowa. W lutowaniu bezołowiowym złącze takie z wyglądu jest bardzo podobne do prawidłowego, co utrudnia jego wykrycie. 
Innym powodem powstania zimnego lutu może być niestosowanie topnika oczyszczającego powierzchnie lutowanych elementów z warstwy tlenków, która utrudnia zwilżenie powierzchni łączonych przez stopiony lut. Dobrym sposobem na uniknięcie powstania zimnych lutów jest uprzednie staranne „pobielenie” elementów lutowanych (np. końcówek przewodów) z użyciem topnika poza miejscem docelowego wykonania złącza. Podczas lutowania na „gotowo” wystarcza wtedy nagrzanie końcówek do stopienia spoiwa, którym były pobielone, z ewentualnym dodatkiem niewielkiej ilości lutu.
W spawalnictwie odpowiednikiem zimnego lutu jest niezgodność spawalnicza (wada spawalnicza) zwana przyklejeniem.